# Wriemia
Wriemia (pol. „Czas”) – rosyjski miesięcznik literacko-polityczny wydawany w latach 1861–1863 w Petersburgu. Jako redaktor naczelny pisma figurował Michał Dostojewski, jednak w rzeczywistości funkcję tę pełnił jego brat Fiodor Dostojewski, Michał natomiast zajmował się sprawami organizacyjnymi. Z pismem współpracowali m.in. Mikołaj Strachow i Apołłon Grigoriew. 
Zezwolenie na wydawanie pisma uzyskał Michał Dostojewski w 1858 roku. Początkowo miało ono być wydawane w niewielkim nakładzie i mieć objętość ok. 4 arkuszy druku, z czasem jednak urosła ona do 30 arkuszy. Anons zapowiadający pismo został opublikowany we wrześniu 1860 roku; Fiodor Dostojewski zawarł w nim program ideowy nowego periodyku – miał się on opierać na idei pracy organicznej oraz służyć łączeniu cywilizacji z ludowością i warstwy kulturalnej z ludem. Pierwszy numer miesięcznika ukazał się w styczniu 1861 roku. Od tego momentu w periodyku ukazało się wiele utworów literackich, autorstwa m.in. Aleksandra Ostrowskiego (Małżeństwo Balsaminowa, Od nieszczęścia i grzechu nie wymigasz się), Iwana Turgieniewa (Widma), Nikołaja Niekrasowa (Mróz – Czerwony nos, Dzieci chłopskie), Michaiła Sałtykowa (Niedawne komedie, Nasz dzień guberialny), Elizabeth Gaskell (Mary Barton. Historia manchesterska) oraz samego Fiodora Dostojewskiego (Skrzywdzeni i poniżeni, Wspomnienia z domu umarłych, Felieton z całego lata). 
W 1862 na łamach czasopisma opublikowano serię artykułów dotyczących pożarów, jakie wybuchły w Petersburgu 16 maja tego roku. Autorstwo artykułów przypisane było Fiodorowi Dostojewskiemu, ale w rzeczywistości zostały napisane przez któregoś z współpracowników pisma. Artykuły stanowczo obalały tezę, jakoby stolica została podpalona przez „studentów” czy „nihilistów”. Cenzura uznała taką postawę periodyku za buntowniczą i zakazała publikacji artykułów, natomiast Michał Dostojewski zmuszony został do złożenia wyjaśnień przed komisją śledczą. Na niekorzyść miesięcznika działał fakt, że Fiodor Dostojewski był wcześniej skazany na katorgę jako „zbrodniarz stanu”. Początkowo planowano zawiesić działalność pisma na 8 miesięcy, ostatecznie jednak car Aleksander II Romanow zdecydował się nie przerywać wydawania periodyku, ale „roztoczyć nad nim należyty nadzór”. 
Ostateczną przyczyną zamknięcia pisma okazała się jego reakcja na powstanie styczniowe – przez pierwsze trzy miesiące od jego wybuchu redakcja zachowywała całkowite milczenie w tej sprawie. Zdecydowano się w końcu poświęcić powstaniu artykuł, nie tyle reagujący na konkretne wydarzenia, ale traktujący je jako punkt wyjścia do ogólnych rozważań filozoficznych. Artykuł nosił tytuł Zasadnicza kwestia (nawiązując tym samym do wiersza Puszkina) i podpisany był pseudonimem „Rosjanin”, pod którym krył się filozof Mikołaj Strachow. Artykuł negował rozwiązanie problemów z polskimi powstańcami drogą militarną, postulował za to kulturalną konfrontację narodu polskiego i rosyjskiego, z której Rosja miała wyjść zwycięsko dzięki przewadze duchowej. Artykuł wywołał duże kontrowersje – „Moskowskije wiedomosti” oskarżyły pismo o niewłaściwe potraktowanie istotnego tematu. Fiodor Dostojewski odpowiedział na to artykułem wyjaśniającym stanowisko swojego miesięcznika, ale tymczasem do cara Aleksandra II dotarł raport ministra spraw wewnętrznych Piotra Wałujewa, w którym określił artykuł Zasadnicza kwestia jako buntowniczy, sprzeciwiający się działaniom państwa i obrażający uczucia narodowe. Pod wpływem tego artykułu car zdecydował 24 maja 1863 roku o zakończeniu działalności pisma. Pojawiały się groźby dalszych represji wobec wydawców miesięcznika, jednak ostatecznie nie doszło do nich, a redakcja „Moskowskich wiedomosti” zamieściła w piśmie „Russkij Wiestnik” artykuł, w którym polemizując z tekstem Zasadniczej kwestii, uchylała jednocześnie zarzuty o politycznej niepoprawności redaktorów.
Kontynuacją pisma „Wriemia” miał być wydawany od 1864 roku przez Dostojewskich miesięcznik „Epoka”.